# トレマーズ ブラッドライン
『トレマーズ ブラッドライン』（原題：Tremors 5: Bloodlines）は、2015年に発売されたオリジナルビデオ。テレビシリーズ『トレマーズ・ザ・シリーズ』の続編。

## あらすじ
ガンマーはサバイバルビデオの撮影に明け暮れていたが、カメラマンが別の仕事のために離脱し、代わりのカメラマンとしてトラヴィスという男がやって来る。そこに南アフリカ共和国野生動物省の役人ファン・ヴィックが現れ、ハウテン州のクレイドルストーン自然保護区でアスブラスターが出現して犠牲者が出たことを伝え、ガンマーはトラヴィスと共に南アフリカに向かう。しかし、銃火器は入国の際に没収され、貧弱な銃器しかない状況でアスブラスター狩りを行うことになった。犠牲者が出たという報告を受けたガンマーは保護区獣医のナンディたちと共に現場に向かい、そこで巨大なグラボイドの化石を発見する。
その日の夜、トラヴィスはナンディに誘われて村の祭りに出かける。同じころ、研究施設にアスブラスターが現れてタバが連れ去られ、ガンマーはドレイヤーを連れて助けに向かう。アスブラスターを撃退したもののタバは殺され、ガンマーはドレイヤーとファン・ヴィックを連れてアスブラスターを追跡して倒すことに成功するが、巻き添えを食らったドレイヤーが死んでしまう。ガンマーはグラボイドの卵を発見するが、ファン・ヴィックに奪われた挙句、捕獲用の檻に閉じ込められてしまう。密猟者のファン・ヴィックは卵をブラックマーケットに売るためその場を立ち去り、ガンマーはトラヴィスに助け出される。
ガンマーとトラヴィスはグラボイドに襲われていたファン・ヴィックを発見するが、彼はグラボイドに殺される。近くの洞窟にグラボイドの巣があることを知ったトラヴィスは洞窟の中に入り、そこで大量のグラボイドの卵を発見する。2人は巣を破壊するため、ヘリコプターパイロットのブレイヴァーズに協力を依頼する。重火器で武装したヘリコプターで到着したブレイヴァーズたちはグラボイドに襲われ、ガンマーはヘリコプターに搭載されていたミサイルで巣を破壊する。そこにグラボイドの胃の中から脱出したブレイヴァーズが現れ、3人はヘリコプターで脱出する。ガンマーとトラヴィスは村に向かうが、その途中でトラヴィスがガンマーの息子であることを告白する。
同じころ、ナンディとバルティ、彼女の娘アマーレはアスブラスターに襲われるが、ナンディによって撃退され3人は村に逃げ込む。その途中、ナンディはアマーレがグラボイドの卵を持っていることに気付く。ガンマーとトラヴィスが村に到着すると、アマーレがグラボイドの触手に襲われており、トラヴィスが囮になって彼女は助け出される。ナンディの提案でガンマーたちは避雷針を設置し、グラボイドは落雷によって倒され、ガンマーたちは村の人々と共に勝利を喜ぶ。

## キャスト
※括弧内は日本語吹替
- バート・ガンマー - マイケル・グロス（伊藤和晃）
- トラヴィス・B・ウェルカー - ジェイミー・ケネディ（青木強）
- ナンディ・モンタブ博士 - パール・ツシ（英語版）（林りんこ）
- バルティ - レア・ランガカ
- ヨハン・ドレイヤー - ブランドン・オーレ（英語版）（中谷一博）
- アマーレ・モンタブ - ノリタ・ズール (〆野潤子)
- エリック・ファン・ヴィック - ダニエル・ジャンクス（加藤拓二）
- タバ - セロ・セボットセイン (坂本くんぺい)
- デン・ブレイヴァーズ - イアン・ロバーツ（西村知道）
- ルツィア - ナタリー・ベッカー（英語版）
- マイケル・スワン博士 - エマニュエル・キャスティス
- ライリー - ザック・ヘンドリクス
- ンデベレ族長（英語版） - アーネスト・ヌドロブ
- バッソン - ローレンス・ジョフィ

## リリース
2015年10月6日にユニバーサル・ピクチャーズ・ホーム・エンターテインメントからBlu-ray、DVD、デジタルHDが発売された。

## 売上
Blu-Ray、DVDの合計売り上げは262万7,343ドルとなっている。